# 劉仕貆
劉仕貆（1333年—1390年），字伯貞，江西等處行中書省吉安路安福州（今江西安福縣）人，明朝初期政治人物。
其父劉闬，元末隐居不任。劉仕貆早年从学于父。后紅巾军骚扰乡间，其母去世，劉仕貆被抓，后被放。洪武初年，被安福县丞張禧所辱，发奋勤学。洪武十五年，因贤良被举荐，后被授为廣東按察司僉事，分管瓊州。其治理有佳，轻赋税，得到百姓爱戴。后降为東莞河泊使，因渡河遇险而亡。